# Gabbianelli
Gabbianelli — итальянская керамическая компания, специализирующаяся на керамической плитке для стен и пола. Она была основана в 1939 году Энрико Габбьянелли с производственным заводом в Кузано-Миланино. В течение 1960-х и 70-х годов компания произвела серию предметов художественной керамики для дома. Компания была куплена Ceramica Bardelli в 1996 году, хотя две компании сохранили собственные продукты и марки. В 2000 году после дальнейшего периода консолидации и реструктуризации в итальянской индустрии керамики, Барделли, Габбанелли и нескольких других брендов стали дочерними компаниями Altaeco Group в Бьелла.
Дизайнер Джио Понти имел более долгие сношения с Gabbianelli, в то время как Энзо Мари, так и Бруно Мунари проектировали керамическую плитку для компании только в 1970-х годах, когда Gabbianelli была одной из первых фирм использующих трафаретную печать в производстве плитки. Продукция Gabbianelli находится в Международном музее керамики в Фаэнце, Художественном музее Филадельфии, музее Бойманса Ван Бёниннгена в Роттердаме и Смитсоновском музее дизайна Купер Хьюитт.